# Kokõmäe
Kokõmäe (verouderd ook Kokemäe) is een plaats in de Estlandse gemeente Rõuge, provincie Võrumaa. De plaats heeft de status van dorp (Estisch: küla).

## Bevolking
Het dorp had 17 inwoners op 31 december 2011 en 11 inwoners op 31 december 2021.

## Ligging
De plaats ligt aan het meer Vihtla järv (6,6 ha). Ten noordoosten van het dorp ligt het natuurpark Haanja looduspark (16,9 km²).

## Geschiedenis
Kokõmäe werd voor het eerst genoemd in 1627 onder de naam Puste Andres, een boerderij op het landgoed van Haanja. De naam was hoogstwaarschijnlijk die van de boer. In 1638 heette de boerderij ook Kocko Andrus naast Pusta Andres. In 1765 werd Kokõmäe onder de naam Kokke genoemd als dorp. In 1796 werd dat Kokke Mäe (mäe is ‘heuvel’).

## De familie Kriisa
Kokõmäe is de geboorteplaats van de broers Kriisa. De oudste broer Juhan (1858-1942) vestigde zich in Taudsa, de middelste broer Jakob (1861-1949) verhuisde naar Meelaku en de jongste broer Tannil (1866-1940) bleef in Kokõmäe wonen. Gedrieën richtten ze in 1886 het bedrijf Orelimeistrid vennad Kriisa (‘Gebroeders Kriisa Orgelbouwers’) op. Het bedrijf werd later voortgezet door enkelen van hun zoons. De familie heeft meer dan vijftig orgels gebouwd, waaronder grote, zoals die in de Catharinakerk in Võru, die in de Mariakerk in Rõuge en die in de Drievuldigheidskerk in Rakvere. Daarnaast werkten ze ook aan restauratie en onderhoud van bestaande orgels. Ook in de buurlanden Rusland, Oekraïne, Finland en Zweden waren ze actief. Eén lid van de familie, Harry Kriisa (1911-1976), emigreerde naar de Verenigde Staten, waar hij ook orgels bouwde.
In 1976 vestigde het bedrijf zich in Rakvere. Sinds 1991 is het onder de naam Kriisa Oreliehitus OÜ (‘Kriisa Orgelbouw B.V.’) een vennootschap.
Bij het Vihtla järv staat een gedenksteen voor de familie Kriisa.

## Foto's

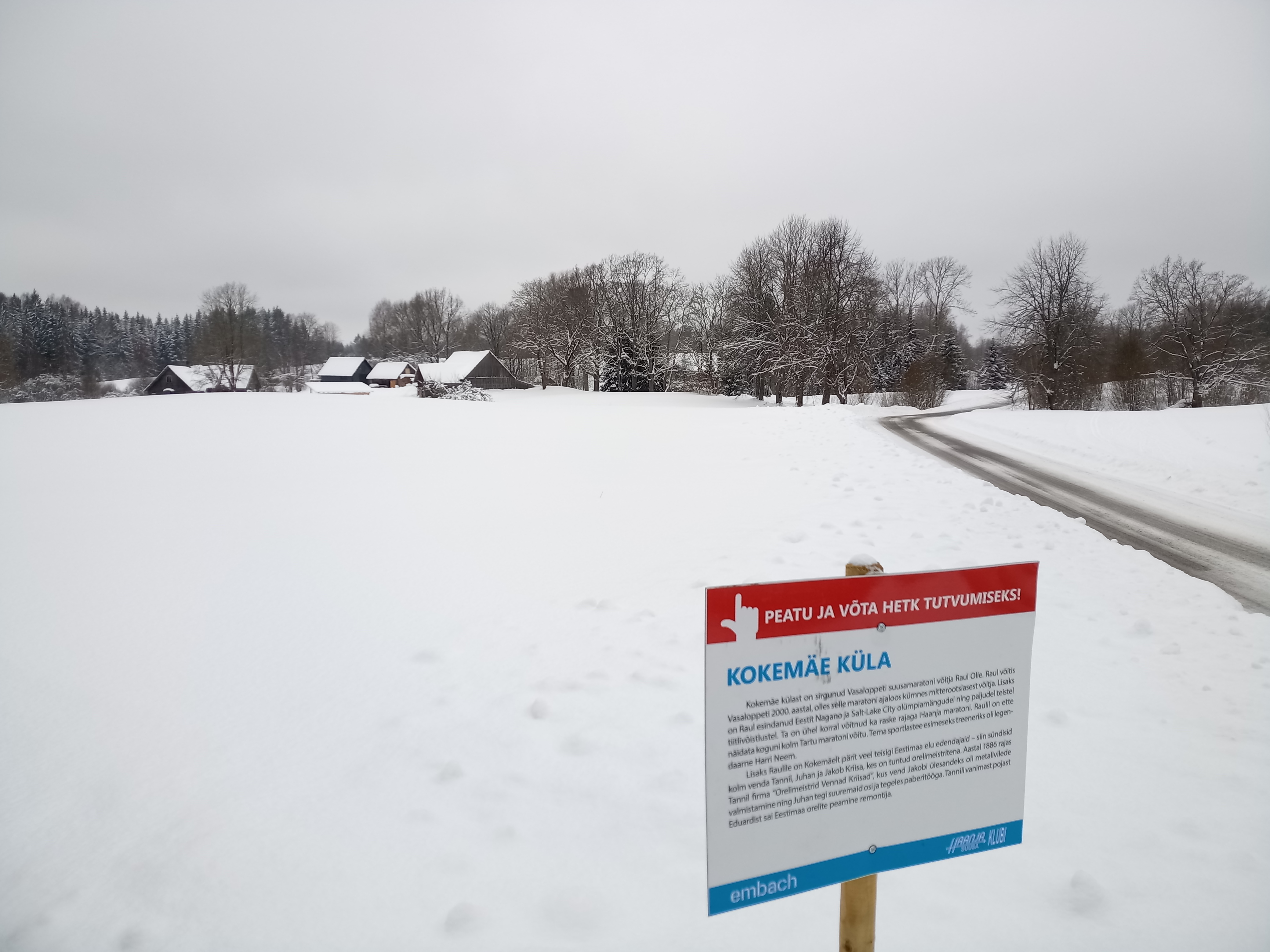
Het dorp
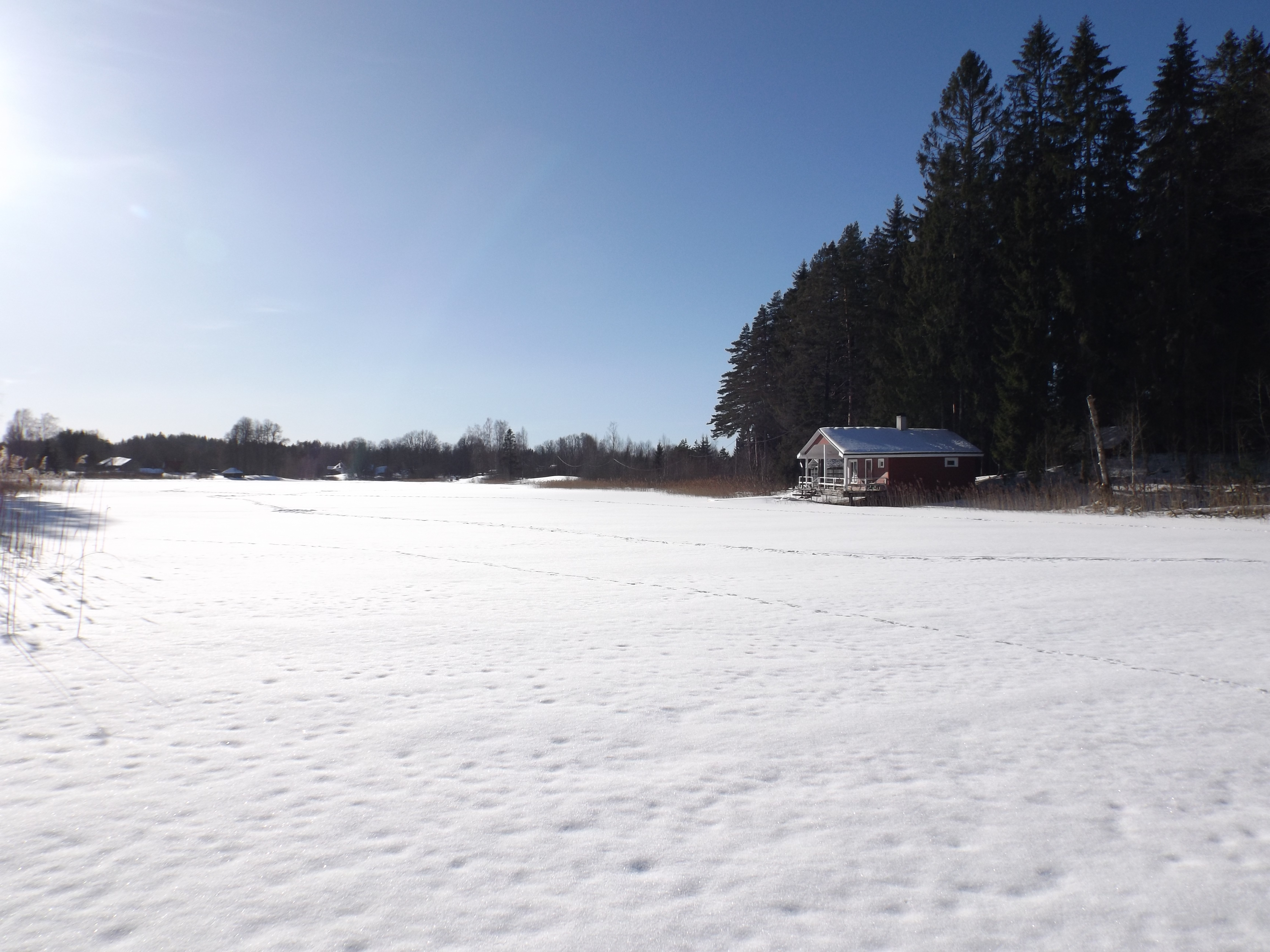
Het Vihtla järv in de winter
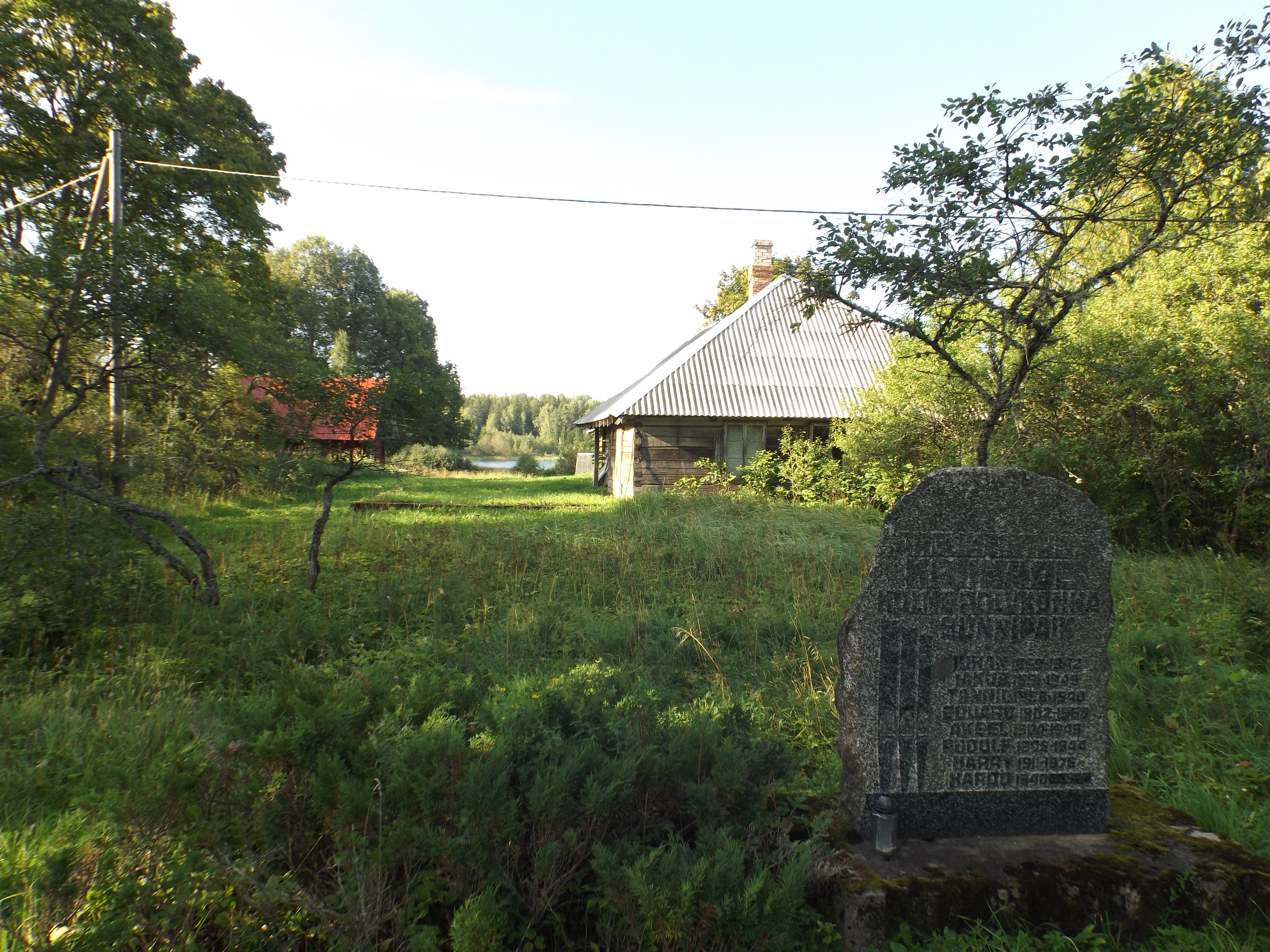
Gedenksteen voor de familie Kriisa